# Клермонски събор
Клермонският събор е църковен събор на западната (Католическа църква), свикан от папа Урбан II във френския град Клермон (сега Клермон-Феран), проведен през ноември 1095 г. и дал начало на кръстоносните походи.
Започва на 18 ноември 1095 г. със задача да постави на обсъждане и реши редица църковно-административни и църковно-политически въпроси. В заседанията и обсъжданията на въпросите за вярата присъстват и вземат участие представители на католическото духовенство и светски лица (предимно френски благородници и рицари). Клермонският събор потвърждава обвързаността на всички християни към „Мира Божий“ и отлъчва краля на Франция Филип I от Църквата заради втория му неканоничен брак от 1092 г.
На 26 ноември 1095 г., след заседанието на събора в Клермон в присъствието на аристокрацията и духовенството, папа Урбан II произнася пламенна реч, призоваваща всички вярващи християни да се отправят на Изток, за да освободят Йерусалим, Божи гроб и Светите земи от мюсюлманско управление, обещавайки на кръстоносците опрощение на греховете и дълговете и други привилегии в случай, че подкрепят благородната и справедлива християнска кауза. Този призив, донякъде даже и неочаквано и за самия папа, е посрещнат с огромен ентусиазъм, намирайки благодатна почва във франкското общество.
В действителност, подобни щения за голяма и добре организирана кръстоносна кампания на Изток отдавна витаят сред западноевропейското общество, а и идеята за кръстоносен поход е повече от популярна сред католиците в страните от Западна Европа. Още в началото на XI век във военната кампания на византийската Македонска династия, насочена към Палестина през Сирия, участват като наемници западноевропейци и най-вече нормани. По-късно рицари и нормани се включват във византийското отвоюване на Сицилия от арабите начело с Георги Маниак. Много западноевропейци участват и в малоазийската византийска кампания, завършила с катастрофа в битката при Манцикерт. В действителност именно тази християнска трагедия се превръща в повод за отправянето на папски призив за кръстоносен поход на събора в Клермон, за който римският първосвещеник е помолен от Алексий I Комнин, въпреки наличието на Велика схизма от 1054 г., която разделя двете Църкви.
В предпоследния ден на Клермонския събор, четвъртък, 27 ноември 1095 г., папата се провиква: ‘“Dieu lo volti“‘ (Бог го желае!), с което слага началото на кръстоносните походи, едно знаменателно събитие в историята на Средновековието.
Някои от германските католици, прибирайки се към земите си, са така одързостени и надъхани, че решават първо да се разправят със собствените си неверници. Това е импровизираният Германски кръстоносен поход, 1096, а всъщност погром срещу хиляди евреи, живеещи по бреговете на Рейн.